# Shingo Hoshino (Fußballspieler, 1978)
Shingo Hoshino (japanisch 星野 真悟 Hoshino Shingo; * 2. Mai 1978 in der Präfektur Fukuoka) ist ein ehemaliger japanischer Fußballspieler.

## Karriere
Hoshino erlernte das Fußballspielen in der Schulmannschaft der Higashi Fukuoka High School und der Universitätsmannschaft der Aichi-Gakuin-Universität. Seinen ersten Vertrag unterschrieb er 2001 bei Ehime FC. Der Verein spielte in der dritthöchsten Liga des Landes, der Japan Football League. 2005 wurde er mit dem Verein Meister der Japan Football League und stieg in die J2 League auf. Ende 2008 beendete er seine Karriere als Fußballspieler.